# Dominion
Dominionul era o unitate administrativ-teritorială aparută începând cu a doua jumătate a secolului al XIX-lea în cadrul fostului Imperiu Britanic, iar apoi a Commonwealth-ului Națiunilor. Dominioanele se bucurau de o anumită autonomie parțială față de Parlamentul Marii Britanii, mai ales în afacerile interne, dar erau supuse autorității britanice în chestiuni diplomatice și militare.
Exemple de dominioane au fost Africa de Sud, Canada, Australia și Noua Zeelandă, pǎnâ când ele au obținut independența totală la diferite date; Statul Liber Irlandez a fost un dominion britanic în perioada interbelică, până la proclamarea în 1937 a republicii independente.

## Legături externe
- „dominion” la DEX online